# Roger Richebé
Roger Richebé, né Roger Gustave Richebé le 3 décembre 1897 à Marseille et mort le 10 juillet 1989 à Ville-d'Avray, est un réalisateur français, également scénariste et producteur de cinéma.

## Biographie
Fils d'exploitant de cinéma, il est venu à la production en 1930, en s'associant avec Pierre Braunberger dans les Établissements Braunberger-Richebé. Ils produiront deux films du jeune Marc Allégret, Mam'zelle Nitouche (1931) et La Petite Chocolatière (1932), ainsi que La Chienne (1931) de Jean Renoir. Puis il s'associe avec Marcel Pagnol pour produire Fanny (1932) de Marc Allégret.
En 1933, Pierre Braunberger reprenait son indépendance, il crée Les Films Roger Richebé, qui produiront une quarantaine de films jusqu'en 1957. Il en réalisera une quinzaine, dont son premier film : L'Agonie des aigles, avec Pierre Renoir et Constant Rémy. Plusieurs d'entre eux seront des succès commerciaux.
En mai 1942, lorsque le Comité d'organisation de l'industrie cinématographique vichyste, créé en décembre 1940, est placé sous l'autorité d'une direction collégiale, Roger Richebé est nommé à celle-ci aux côtés d'Albert Trarieux et Marcel Achard. Il prend la responsabilité du secteur production, distribution et exploitation. Il devient le délégué général du COIC en 1943.
Il est mis en cause à la Libération à ce titre et comme producteur, et il est suspendu le 15 septembre 1944 de ses activités professionnelles par le Comité de libération du cinéma français.
Dans le film Laissez-passer, son rôle est interprété par Olivier Gourmet.
Il est inhumé au cimetière de Montmartre à Paris, division 32, le long de l'Avenue Saint Charles.

## Filmographie

### Comme réalisateur
- 1933 : L'Agonie des aigles avec Annie Ducaux et Pierre Renoir
- 1934 : Minuit, place Pigalle avec Raimu
- 1934 : J'ai une idée avec Raimu
- 1937 : L'Habit vert avec Jules Berry et Bernard Blier
- 1938 : Prisons de femmes avec Viviane Romance et Renée Saint-Cyr, également scénariste
- 1939 : La Tradition de minuit avec Viviane Romance et Marcel Dalio, également scénariste
- 1941 : Madame Sans-Gêne avec Arletty, scénariste et producteur
- 1942 : Romance à trois avec Fernand Gravey et Bernard Blier, également scénariste et producteur
- 1943 : Domino avec Fernand Gravey et Simone Renant
- 1946 : Les J3 avec Saturnin Fabre et Gisèle Pascal
- 1947 : La Grande Maguet avec Madeleine Robinson et Silvia Monfort
- 1949 : Monseigneur avec Fernand Ledoux et Bernard Blier, également scénariste et producteur
- 1951 : Gibier de potence avec Arletty et Georges Marchal
- 1952 : La Fugue de monsieur Perle avec Noël-Noël, coréalisé avec Pierre Gaspard-Huit, également adaptateur et superviseur
- 1953 : Les Amants de minuit avec Jean Marais et Dany Robin, également producteur
- 1957 : Élisa d'après La Fille Élisa d'Edmond de Goncourt avec Dany Carrel
- 1957 : Que les hommes sont bêtes avec François Périer et Dany Carrel, également scénariste et producteur

### Comme producteur
- 1931 : L'Homme qui assassina de Jean Tarride et Curtis Bernhardt
- 1931 : On purge bébé de Jean Renoir
- 1931 : Le Collier de Marc Allégret
- 1931 : La Chienne de Jean Renoir
- 1931 : Mam'zelle Nitouche de Marc Allégret
- 1931 : L'Amour à l'américaine de Claude Heymann
- 1931 : Les Quatre Jambes de Marc Allégret
- 1931 : La donna di una notte de Marcel L'Herbier
- 1932 : Fantômas de Paul Fejos
- 1932 : Fanny de Marc Allégret
- 1934 : J'ai une idée, également réalisateur
- 1935 : Kœnigsmark de Maurice Tourneur
- 1936 : Le Secret de Polichinelle d'André Berthomieu
- 1936 : L'Amant de madame Vidal d'André Berthomieu
- 1936 : Le Mort en fuite d'André Berthomieu
- 1936 : Le Fantôme de Pierre Schwab (court-métrage)
- 1937 : Le Roman de Renard de Ladislas et Irène Starewitch
- 1937 : L'Habit vert, également réalisateur
- 1937 : Forfaiture de Marcel L'Herbier
- 1937 : Un déjeuner de soleil de Marcel Cravenne
- 1939 : La Tradition de minuit, également réalisateur
- 1941 : Madame Sans-Gêne, également réalisateur
- 1942 : Romance à trois, également réalisateur
- 1942 : Monsieur La Souris de Georges Lacombe
- 1943 : Les Anges du péché de Robert Bresson
- 1943 : Domino, également réalisateur
- 1943 : Voyage sans espoir de Christian-Jaque

### Comme distributeur
- 1942 : Lettres d'amour de  Claude Autant-Lara